# Carpinus fangiana
Carpinus fangiana — вид квіткових рослин, дерево з родини березових. Поширення: Китай (від Південного Сичуаню до Північного Гуансі). Росте на висотах від 900 до 2700 метрів.

## Середовище
Населяє ліси в гірських долинах та на затінених схилах.

## Біоморфологічна характеристика
Дерево до 20 м заввишки; кора темно-сіра або сіро-коричнева. Гілочки пурпурово-коричневі, голі. Черешок голий, ≈ 1.5 см. Листкова пластинка овально-ланцетна або еліптично-ланцетна, 6–27 × 2.5–8 см, обидві поверхні голі крім рідко ворсинчастої ділянки вздовж середньої жилки та бічних жилок, бородчаста в пазухах бічних жилок, основа серцеподібна, майже заокруглена або широко клиноподібна, край нерівномірно й подвійно щетинкоподібно-пилчастий, верхівка загострена; бічні жилки 24–34 з кожного боку середньої жилки. Жіноче суцвіття 45–50 × 3–4 см. Горішок довгастий, ≈ 3.5 мм, голий, слаборебристий. Цвітіння: травень і червень, плодіння: липень — вересень.

## Використання
Інформація про використання або торгівлю цим видом відсутня.